# Zadružna gospodarska banka, Ljubljana
Stavba Zadružne gospodarske banke je najpomembnejše zgodnje delo Ivana Vurnika. Z bogato okrašenim živobarvnim pročeljem izstopa iz svojega urbanističnega konteksta. Zadružna gospodarska banka stoji v vzhodnem nizu Miklošičeve ceste, nasproti hotela Union. Stavba je registrirana kulturna dediščina Slovenije.

## Zgodovinski okvir
Stavba Zadružne gospodarske banke je bila zgrajena leta 1921. Z zgrajeno centralo Zadružne in gospodarske banke v Ljubljani je Vurnik uresničil kratkotrajni nacionalni ideal slovenstva h kateremu se je nagibala domača umetnost v prvih letih po prvi svetovni vojni. Na umetnostnem področju je ob razpadu monarhije France Stele odločno načel vprašanje narodne identitete. V času projektiranja Vurnikove Zadružne gospodarske banke je bila organizirana velika zgodovinska razstava slikarstva na Slovenskem, kmalu nato pa je Stele izdal še svoj znameniti Oris zgodovine umetnosti pri Slovencih. Zato lahko razumemo, čemu je Vurnik med načrtovanjem nepričakovano predelal fasado svoje banke v Ljubljani, zavrgel dunajska okrasna izhodišča in se je v nasprotju s pozneje razširjenim mnenjem o posnemanju splošno slovenske ornamentike omejil izključno na slovensko motiviko.

## Formalni opis
Gre za štirinadstropno hišo. Horizontalno je fasada členjena z močno profiliranimi venčnimi zidci, na vrhu je zaključena s trikotno atiko, ki sega čez vso širino stavbe. Izstopajoča okenska pomola povezujeta na obeh straneh fasado od prvega do četrtega nadstropja, kjer pa izstopa vseh pet oken v okenske pomole. Dekorativni motiv obdaja okenske odprtine, fasadno ploskev okenskih pomolov in močno izstopajoči strešni napušč. Obcestni in dvoriščni trakt sta med seboj povezana z enonadstropnim dvoranskim traktom, namenjenim poslovanju s strankami. Dvorana zavzema celotno pritličje obcestnega in dvoriščnega trakta. Enoten prostor je s stebri razdeljen vzdolžno na tri dele, srednjega za stranke in stranska za uslužbence. Stebra, ki ločita obcestni del dvorane od dvoriščnega, povezujejo mavrsko oblikovani loki. Slikana dekoracija zavzema celoten obcestni del dvorane, vključno s stebri, ter zadnjo steno dvoriščnega dela dvorane. Dvorana je osvetljena skozi steklen strop, sestavljen iz majhnih modrih steklenih kvadratkov, vanj pa je vkomponiran dekorativni pas raznobarvnih stekelc. Barvni vitraži v dekorativnih geometrijskih motivih krasijo tudi stopniščno vežo v prvih dveh nadstropjih.

## Poslikava
Poslikava dvorane in fasade je delo arhitektove soproge Helene Vurnik, odlične dekorativne slikarke, po rodu Dunajčanke. Geometrijski ornament v rdeče-belo-modri barvni kombinaciji se dopolnjuje z motivi iz bogate slovenske ikonografije: stilizirano slovensko pokrajino smrekovih gozdov in žitnih polj ter vinske trte, med katere je vkomponiran motiv žena v slovenski narodni noši. Slikarka se je omejila na barve narodne zastave in jim dodala še zlato. Iste barve najdemo na fasadnem ometu, le z razliko, da zlato nadomešča okrasni pigment. Temeljni motiv na zunanjščini stavbe je shematiziran nagljev cvet, kakršnega poznamo na ljudskih vezeninah.

## Vplivi
V svojem izrazu stavba spominja na sočasno arhitekturo nemškega ekspresionizma, na kar je opozoril že Stane Bernik, še bolj pa na češki ekspresionizem, kar je dokazal Damjan Prelovšek.
To, kar v ornamentu, ki ga vidimo na fasadi Zadružne gospodarske banke v Ljubljani, najbolj impresionira, je njegova abstraktnosti in dejstvo, da je uporabljen neklasično. Ornament na fasadi izhaja iz postopnega poenostavljanja grozdnega motiva iz notranjih poslikav bančne dvorane v pritličju. Ta prehod motiva v abstraktnost izhaja iz secesijskega okraševanja z rastlinskimi motivi in njenimi poenostavitvami. Prvotno je bila poslikana tudi požarna severna stena, ki je mejila na nepozidan sosednji vrt. Gladka, nečlenjena stena je bila v dekoracijskem smislu razdeljena v horizontalne pasove, v katerih se je ponavljal enak geometrijski tribarvni motiv. Le trikoten zaključek stene je bil razdeljen v kvadratna polja in okrašen s svetlejšim dvobarvnim geometrijskim motivom.

## Konservatorski posegi
V letu 2006, ko je prostore izpraznila Agencija za plačilni promet in se vanje vselila Zemljiška knjiga Ljubljana, so bili izdani konservatorski pogoji za prenovo notranjih prostorov. Zavod za varstvo kulturne dediščine Slovenije je odstranil celotno opremo in prostore prenovil. Opravili so delne restavratorske posege na stenah glavne dvorane pritličja in prostorov v zgornjih nadstropjih. Ker ni bilo sredstev in možnosti za celostno restavratorsko raziskavo in prezentacijo poslikave, so se izvedle sondažne raziskave. Restavratorska dela je izvajal restavrator Matjaž Vilar.